# Histoire de la Thuringe
 (août 2024).
Pour les articles homonymes, voir Thuringe (homonymie).

Les armoiries du Land de Thuringe.

La Thuringe (en allemand : Thüringen) est une région historique d'Allemagne centrale. Elle tire son nom du royaume des Thuringes qui a été soumis et incorporé aux Royaumes francs en 531. La désignation a été portée par plusieurs entités politiques dont les frontières et la taille furent assez diverses, dont l’actuel Land de Thuringe. 
Au Moyen Âge central, l'État impérial du landgraviat de Thuringe ne couvre qu'une tranche de la région fragmentée en de multiples petites seigneuries : l'archevêché de Mayence régna sur la ville d'Erfurt, lorsque la maison de Schwarzbourg, les comtes de Weimar-Orlamünde, les baillis de Weida et plein d'autres souverains dominaient de vastes zones du pays. Après que la lignée des landgraves s'éteignit à la mort de Henri le Raspon en 1247, la guerre de Succession de Thuringe a éclaté ; en conséquence, la plupart du territoire échoit à la maison de Wettin. 
Au fil des siècles, la Thuringe a été répartie en une multitude de duchés saxons sous le règne de la branche ernestine des Wettin; à cela se sont ajoutés les principautés de Schwarzbourg-Rudolstadt et de Schwarzbourg-Sondershausen, ainsi que les principautés de la maison Reuss. Lors du recès d'Empire et comme dédommagement, après un accord entre Napoléon Bonaparte et la Prusse, Erfurt est donné au royaume de Prusse en 1802 ; par résolution du congrès de Vienne, en 1815, s'y sont rajoutées d'autres seigneuries. 
C'est seulement en 1920 que les territoires prussiens, les anciens duchés de Saxe-Weimar-Eisenach, Saxe-Cobourg et Gotha, Saxe-Altenbourg et Saxe-Meiningen, ainsi que les anciennes principautés des Schwarzbourg et des Reuss se sont réunis dans l'État libre de Thuringe, recréé au cours de la réunification allemande en 1990.

## Évolution historique
La région de Thuringe, située au pied sud de la glaciation elstérienne, était peuplée depuis l'époque paléolithique. Environ 100 ans av. J.-C., les Hermundures du cours inférieur de l'Elbe sont arrivés et repoussent l'influence des Celtes au sud des montagnes appelées la forêt de Thuringe. En l'an 3, le prince Marobod, roi des Marcomans, dominait les territoires unis des Hermundures, des Turones, des Quades, des Lombards et des Semnons ; en 19, son successeur Catualda est expulsé par les forces de Vibilius, prince des Hermundures, qui régna sur une zone étendue jusqu'au cœur de la Bohême.

### Le royaume de Thuringe (Ve-VIesiècles)
Le peuple germanique des Thuringes n'est attestée qu'au Ve siècle, mentionné pour la première fois dans l'écrits de Végèce vers l'an 400. Après la fin de l'Empire hunnique au milieu du Ve siècle, ils vinrent habiter dans une vaste région s'étendant de l'Elbe au-delà de la forêt de Thuringe au sud. 
De 456 à 527 ou 531, le royaume des Thuringes (Reich der Thüringer) comprenait, outre la Thuringe propre, la Hesse, le massif du Harz, le pays de Brunswick et l'Osterland ; il s'étendit même jusqu'au Rhin, au Danube et près de l'Elbe : la Saale y coulait. Scheidingen, qui n'est plus qu'un village, sur l'Unstrut, et Erfurt en étaient les villes principales. Il était borné au nord par la Saxe, à l'est par les territoires de peuplement slave, et à l'ouest par l'Austrasie dont il était séparé par la rivière Fulda. 
Parmi ses rois, on peut citer Basin de Thuringe et ses trois fils dont les divisions amenèrent la ruine du royaume. Hermanfred, le dernier, épousa Amalaberge, une nièce de Théodoric le Grand, roi des Ostrogoths. Après la mort de Théoderic en 526, les Francs pourraient profiter du vide au pouvoir pour  attaquer la Thuringe. En 531, les rois mérovingiens ont remporté une bataille sur les bords de l'Unstrut. Vers 534, Hermanfred fut tué à Tolbiac (Zülpich) par Thierry Ier, roi d'Austrasie, qu'il avait appelé à son secours, mais à qui il refusait la récompense convenue. 
Néanmoins, Thierry Ier ne put conserver cette conquête, et le royaume de Thuringe se divisa entre :
- la Thuringe septentrionale au nord du Harz, formée par le pays de Brunswick et l'Osterland, échoit à la Saxe, aussi appelée Ostphalie ;
- la Thuringe méridionale, dite aussi austrasienne ou franque, fut incorporée dans les royaumes francs, aussi appelée Franconie.

Les territoires à l'est de la Saale ont été colonisés par des tribus slaves.

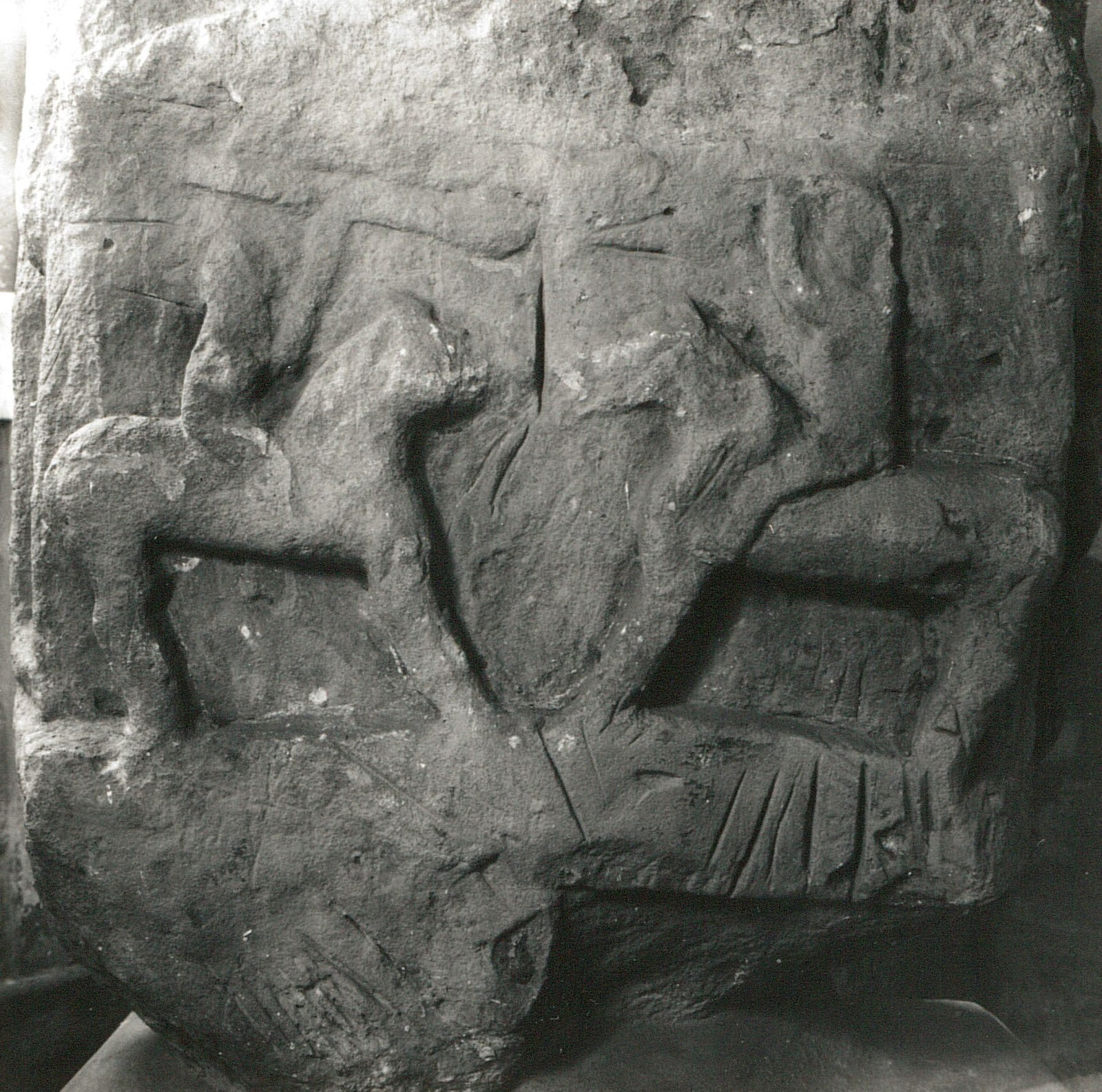
Borne-frontière de Pegau, rencontre de cavaliers (un slave, un germain), 920

### Les duchés de Thuringe (VIIe-Xesiècles)
Le duché mérovingien de Thuringe (merowingische Herzogtum Thüringen), exista de 630 à 717 dans le cadre du royaume d'Austrasie.
Le second duché de Thuringe, dit aussi duché de Franconie, qui de 849 à 919 fit partie du royaume de Germanie. Parmi ses ducs, on remarque Conrad l'Ancien, Othon l'Illustre et Henri l'Oiseleur, qui réunit le duché à la couronne. Ce duché, qui correspond à la Thuringe austrasienne, comprenait les comtés de Weimar, Mansfeld, Schwarzbourg, Gleichen.

### La Thuringe dans le Saint Empire (Xe-XVIesiècles)
Le margraviat de Thuringe ou Marche de Thuringe (Markgrafschaft Thüringen) exista de 960 à 1090.
Ce n'était autre chose que l'Osterland. Après avoir eu divers maîtres, il appartint aux margraves de Misnie (de la première maison de Brunswick), puis aux Nordheim, d'où il passa aux Supplinbourg, puis aux Welfs, et entra enfin dans la maison de Wettin : au cours de ces changements, son nom disparut.
L'expression « Marche de Thuringe » a parfois désigné la Marche de Misnie dans son ensemble. Dans son acception restreinte, elle désigne la partie orientale de la marche de Misnie, c'est-à-dire les territoires situés à l’est de l’Elbe et de la Saale habités par les Slaves. La « Marche de Thuringe » a aussi été appelée Marche Sorabe.
Le landgraviat de Thuringe (Landgrafschaft Thüringen), qui contenait presque toute la Thuringe et la Hesse, appartenait à la maison de Winzenbourg. Hermann de Winzenbourg ayant été proscrit en 1130 en raison d'un crime qu'il avait commis, son fief passa à Louis III, déjà comte de Thuringe, qui devint ainsi à la fois landgrave et comte.
Le comté de Thuringe, qui avait pour chef-lieu Sangerhausen, date de l'an 1039. Il fut réuni avec le landgraviat en 1130, union qui dura jusqu'en 1247. Ce comté appartenait à une maison carolingienne, issue de Charles de Basse-Lotharingie, qui se divisa en deux lignées, celle des landgraves, laquelle s'éteignit en 1247 dans la personne de l'anti-empereur Henri le Raspon, et celle de Hohnstein, qui a duré jusqu'au XVIe siècle. À la mort de Henri le Raspon, le landgraviat-comté fut partagé entre :
- la Hesse, formée par les alleux. Elle passa à Henri de Brabant dit l’Enfant, qui prit le titre de landgrave de Hesse,
- la Thuringe proprement dite, formée par le reste du territoire, qui fut donnée aux margraves de Misnie de la maison de Wettin, devenus plus tard électeurs de Saxe. Le partage de 1485 entre les branches ernestine et albertine de la maison de Wettin donna naissance aux duchés saxons.

Le cercle de Thuringe-et-Franconie fut l'un des quatre cercles impériaux créés en 1387 par l'empereur Venceslas Ier du Saint-Empire.

### Le cercle de Thuringe (XVIe-XIXesiècles)
Le cercle de Thuringe (Thüringer Kreis) appartint de 1547 à 1814 à l'électorat puis royaume de Saxe. Il était formé par le landgraviat-comté de Thuringe, la principauté de Mersebourg et la partie saxonne du comté de Mansfeld. Il comprenait les treize bailliages de Tennstadt, Pforta, Tautenburg, Treffurt, Weissenfels, Freyburg, Eckartsberga, Sangerhausen, Saxenbourg, Weissensee, Langensalza, Wendelstein, Sittichenbach. Donné à la Prusse en 1815, il fut intégré dans la province de Saxe prussienne (régence d'Erfurt et partie sud-ouest de la régence de Mersebourg). Son territoire est de nos jours compris dans les Länder de Thuringe et de Saxe-Anhalt.

### Les États de Thuringe (XIXesiècle)
C'était le nom (Thüringische Staaten) donné collectivement à huit petits États souverains de l'Empire allemand, à savoir le grand-duché de Saxe-Weimar-Eisenach, les duchés de Saxe-Altenbourg, Saxe-Cobourg-Gotha et Saxe-Meiningen, les principautés de Reuss branche aînée, Reuss branche cadette, Schwarzbourg-Rudolstadt et Schwarzbourg-Sondershausen.

### L'État libre de Thuringe (XXesiècle)
L'État libre de Thuringe (Freistaat Thüringen) fut créé en 1920 par la réunion des États thuringiens (à l'exception de la Saxe-Cobourg), Weimar en est la capitale. Il fut dissous en 1952 dans le cadre de la République démocratique allemande et reconstitué en 1990 lors de la réunification. C'est actuellement un des 16 Länder de la République fédérale d'Allemagne.